# Gymnosporia alaternifolia
Gymnosporia alaternifolia là một loài thực vật có hoa trong họ Dây gối. Loài này được (Tul.) Loes. mô tả khoa học đầu tiên năm 1893.